# Sarah Goldberg (Schauspielerin)
Sarah Goldberg (* 31. Mai 1985 in Vancouver, British Columbia) ist eine kanadische Schauspielerin. Bekanntheit erlangte sie vor allem durch die Rolle der Sally Reed aus der Serie Barry, die ihr eine Nominierung für einen Emmy einbrachte.

## Leben und Karriere
Sarah Goldberg wurde in einer jüdischen Familie in Vancouver geboren. Bereits während ihrer Schulzeit entwickelte sie ein großes Interesse am Schauspiel und trat in Schulproduktionen auf. Nach dem Abschluss wurde sie an der Juilliard School abgelehnt und reiste in der Folge eine Zeit lang als Backpackerin durch Europa. Schließlich wurde sie am London Academy of Music and Dramatic Art akzeptiert und zog 2004 deswegen in die britische Hauptstadt.
Eines ihrer ersten Schauspielengagements nach dem Abschluss 2007 hatte sie am Londoner Old Vic Theatre im Stück Member of the Wedding. In London spielte sie in der Folge in einer ganzen Reihe von Stücken. Als sie in die Staaten zurückkehrte, war eines ihrer ersten Engagements das Off-Broadway-Stück Blick zurück im Zorn neben Adam Driver und Matthew Rhys.
Im Jahr 2008 übernahm sie ihre erste Rolle vor der Kamera mit einer kleinen Rolle im Film A Bunch of Amateurs. Ein paar Jahre später wirkte sie in Minirollen in The Dark Knight Rises und Gambit – Der Masterplan mit. 2010 wurde das Stück Clybourne Park in den New Yorker Playwrights Horizons uraufgeführt. Bei der Premiere im Vereinigten Königreich am Royal Court Theatre später im Jahr wurde Goldberg in einer Hauptrolle besetzt. Ihre Leistung brachte ihr eine Nominierung für einen Olivier Award ein.
Nach Gastauftritten in den Serien Elementary und Black Box wurde Goldberg 2015 in der Serie Hindsight als Lolly Lavigne in einer Hauptrolle besetzt. Die Serie wurde allerdings nach nur einer Staffel wieder abgesetzt. Es folgten weitere Filmauftritte, unter anderem in Crown Heights, The Hummingbird Project und The Report.
Seit 2018 ist Goldberg als Sally Reed in der Serie Barry in einer Hauptrolle zu sehen. Ihre darstellerische Leistung brachte ihr 2019 eine Nominierung für einen Emmy in der Kategorie Beste Nebendarstellerin – Comedyserie ein.

## Filmografie
- 2008: A Bunch of Amateurs
- 2010: Any Human Heart – Eines Menschen Herz (Any Human Heart, Miniserie, Episode 1x03)
- 2012: The Dark Knight Rises
- 2012: Gambit – Der Masterplan (Gambit)
- 2014: Elementary (Fernsehserie, Episode 2x16)
- 2014: Black Box (Fernsehserie, Episode 1x10)
- 2014: Drifters (Kurzfilm)
- 2015: Hindsight (Fernsehserie, 10 Episoden)
- 2016: Lucia, Before and After (Kurzfilm)
- 2017: Crown Heights
- 2017: Izzy Gets the Fuck Across Town
- 2017: Bikini Moon
- 2018: Games for Girls (Kurzfilm)
- 2018: The Hummingbird Project
- 2018–2023: Barry (Fernsehserie, 32 Episoden)
- 2019: The Report
- 2020: The House at Night (The Night House)
- 2021: Eat Wheaties!
- 2022: Rogue Agent
- 2023: Sisters (Fernsehserie, 5 Episoden)
- 2024: We Strangers

## Auszeichnungen und Nominierungen (Auswahl)
Olivier Award
- 2011: Nominierung in der Kategorie Beste Nebendarstellerin für Clydebourne Park

Primetime Emmy Award
- 2019: Nominierung als Beste Nebendarstellerin – Comedyserie für Barry

Screen Actors Guild Award
- 2019: Nominierung für das Beste Schauspielensemble in einer Comedyserie für Barry